# Arthur Lubin
Arthur Lubin (Los Angeles, Califòrnia, Estats Units, 25 de juliol de 1898 – Glendale, Califòrnia, 12 maig de 1995) va ser un realitzador, actor i productor estatunidenc.

## Biografia
Arthur Lubin, nascut Arthur William Lubovsky, va néixer a Los Angeles, Califòrnia el 1898. Es va criar a Jerome (Arizona), i va anar a la Carnegie Tech, abans de convertir-se en actor.
Lubin va crear el seu propi estudi de cinema i música, Lubin Studios, durant els anys 1920, on actuava en pel·lícules mudes a la segona part de la dècada. Era un actor molt cotitzat.
Lubin va dirigir el primer film d'Abbott i Costello, Buck Privates (1941). La pel·lícula va ser tot un èxit, aconseguint una recaptació de 4 milions - Lubin, que cobrava 350 dòlars a la setmana, se li va donar una gratificació de 5.000 dòlars. Va dirigir el duo en quatre pel·lícules, In the Navy 1941) (amb què aconseguiria una altra gratificació de 5.000$), Hold That Ghost (1941), Keep 'Em Flying (1942) i Ride 'Em Cowboy (1942). Totes les pel·lícules tenien èxit – la revista Variety  nominava Lubin com el director més comercial a Hollywood el 1941 - però Lubin demanava treballar en unes altres pel·lícules:
I demanava retardar l'estrena de la cinquena pel·lícula perquè arribaven tard, no se sabien les seves papers, i penso que estaven començant a estar cansats l'un de l'altre. S'avorrien i per primera vegada s'estaven començant a queixar dels guions. Però van ser cinc films fabulosos amb ells. Eren molt bons per a mi. Em donaven una reputació. Aprenia tot sobre el temps amb ells. I penso que era molt bo per a ells, en aquest aspecte: no les seves rutines, sinó intentar donar-los alguna classe. Si eren rudes o mal educats, intentaria afluixar-ho.
La pel·lícula més reeixida de Lubin a la taquilla va ser probablement Phantom of the Opera  (1943). Una altra podria ser Rhubarb  (1951) sobre un gat que hereta un equip de beisbol per poders.
Lubin també va dirigir sèries, de les que tenia un percentatge dels beneficis. Va portar idees a la TV com a la sèrie Mr. Ed.  Va ser el primer productor a donar un contracte a Clint Eastwood. Lubin també va dirigir episodis de TV com a  Bronco  (1958), Maverick  (1959), Bonanza (1960), Mister Ed (1961) i La Família Addams  (1965).
El darrer treball de Lubin va ser la sèrie de TV Little Lulu (1978). Amic de Mae West, va fer-la sortir en un episodi de Mister Ed.
La carrera de Lubin va acabar a finals dels anys 70, va viure la resta dels seus dies amb Frank Burford i va morir a Glendale, California, als 96 anys.

## Filmografia

### Director

#### Al cinema
- 1934: A Successful Failure
- 1935: Great God Gold
- 1935: Honeymoon Limited
- 1935: Two Sinners
- 1935: Frisco Waterfront
- 1936: The House of a Thousand Candles
- 1936: Yellowstone
- 1936: Mysterious Crossing
- 1937: California Straight Ahead!
- 1937: I Cover the War
- 1937: Idol of the Crowds
- 1937: Adventure's End
- 1938: Midnight Intruder
- 1938: The Beloved Brat
- 1938: Prison Break
- 1938: Secrets of a Nurse
- 1939: Risky Business
- 1939: Big Town Czar
- 1939: Mickey the Kid
- 1939: Call a Messenger
- 1939: The Big Guy
- 1940: Black Friday
- 1940: Gangs of Chicago
- 1940: Meet the Wildcat
- 1940: I'm Nobody's Sweetheart Now
- 1940: Who Killed Aunt Maggie?
- 1940: San Francisco Docks
- 1941: Where Did You Get That Girl?
- 1941: Buck Privates
- 1941: In the Navy
- 1941: Hold That Ghost
- 1941: Keep 'Em Flying
- 1942: Ride 'Em Cowboy
- 1942: Eagle Squadron
- 1942: Keeping Fit
- 1943: White Savage
- 1943: Phantom of the Opera
- 1944: Ali Baba and the Forty Thieves
- 1945: Delightfully Dangerous
- 1946: The Spider Woman Strikes Back
- 1946: Night in Paradise
- 1947: New Orleans
- 1949: Impact
- 1950: Francis
- 1951: Francis Goes to the Races
- 1951: Queen for a Day
- 1951: Rhubarb
- 1952: Francis Goes to West Point
- 1952: It Grows on Trees
- 1953: Gobs in a Mess
- 1953: South Sea Woman
- 1953: Francis Covers the Big Town
- 1954: Star of India
- 1954: Francis i les Wacs (Francis Joins the WACS)
- 1955: Passos en la boira (Footsteps in the Fog) amb Stewart Granger
- 1955: Francis a la marina (Francis in the Navy)
- 1955: Lady Godiva of Coventry
- 1956: The First Traveling Saleslady
- 1957: Escapade in Japan
- 1961: Il Ladro di Bagdad
- 1964: The Incredible Mr. Limpet
- 1966: Hold On!
- 1971: Rain for a Dusty Summer

#### a la televisió
- 1955: Cheyenne (sèrie)
- 1957: Maverick (sèrie)
- 1958: Bronco (sèrie)
- 1958: 77 Sunset Strip (sèrie)
- 1961: Mister Ed (sèrie)
- 1978: Little Lulu

### Actor
- 1924: The Woman on the Jury: Jurat
- 1925: His People: Morris Cominsky
- 1926: Bardelys the Magnificent, de King Vidor: Rei Lluís XIII
- 1926: Millionaires: Lew
- 1927: Afraid to Love: Rafael
- 1928: The Wedding March: Guia de muntanya
- 1928: The Bushranger: Arthur
- 1929: Eyes of the Underworld: Gang Leader
- 1929: Times Square: Russ Glover / Benjamin Lederwitski

### Productor
- 1956: The First Traveling Saleslady
- 1957: Escapade in Japan